# Sergentomyia bukidnonis
Sergentomyia bukidnonis är en tvåvingeart som först beskrevs av Quate 1965.  Sergentomyia bukidnonis ingår i släktet Sergentomyia och familjen fjärilsmyggor. Inga underarter finns listade i Catalogue of Life.